# Miltochrista pilcheri
Miltochrista pilcheri är en fjärilsart som beskrevs av T.P. Lucas. Miltochrista pilcheri ingår i släktet Miltochrista och familjen björnspinnare. Inga underarter finns listade i Catalogue of Life.